# 18190 Michaelpizer
18190 Michaelpizer este un asteroid din centura principală de asteroizi.

## Descriere
18190 Michaelpizer este un asteroid din centura principală de asteroizi. A fost descoperit pe 25 august 2000 la Socorro, New Mexico, în cadrul proiectului LINEAR. Asteroidul prezintă o orbită caracterizată de o semiaxă mare de 2,56 ua, o excentricitate de 0,18 și o înclinație de 5,5° în raport cu ecliptica.